# پایگاه هوایی تامبوف
پایگاه هوایی تامبوف (به انگلیسی: Tambov (air base)) یک فرودگاه نظامی است که یک باند فرود بتن دارد و طول باند آن ۲۵۰۰ متر است. این فرودگاه در شهر  تامبوف کشور روسیه قرار دارد و در ارتفاع ۱۶۹ متری از سطح دریا واقع شده است.